# 申允燮
申允燮（韓語：신윤섭），韓國電視劇導演。

## 作品列表

### 電視劇
- 1999年：SBS《KAIST》
- 2005年：SBS《老天爺啊！給我愛》
- 2006年：SBS《愛上醜八怪》
- 2008年：SBS《為什麼來我家》
- 2012年：SBS《閣樓上的王子》
- 2013年：SBS《醜八怪警報》
- 2016年：SBS《回來吧大叔》
- 2019年：tvN《抓住幽靈》

## 外部連結
- NAVER （页面存档备份，存于）